# Chiesa dei Santi Nazario e Celso (Mendatica)
La chiesa dei Santi Nazario e Celso è un luogo di culto cattolico situato nel comune di Mendatica, in piazza Roma, in provincia di Imperia. La chiesa è sede della parrocchia omonima della zona pastorale di Pieve di Teco della diocesi di Albenga-Imperia.

## Storia e descrizione

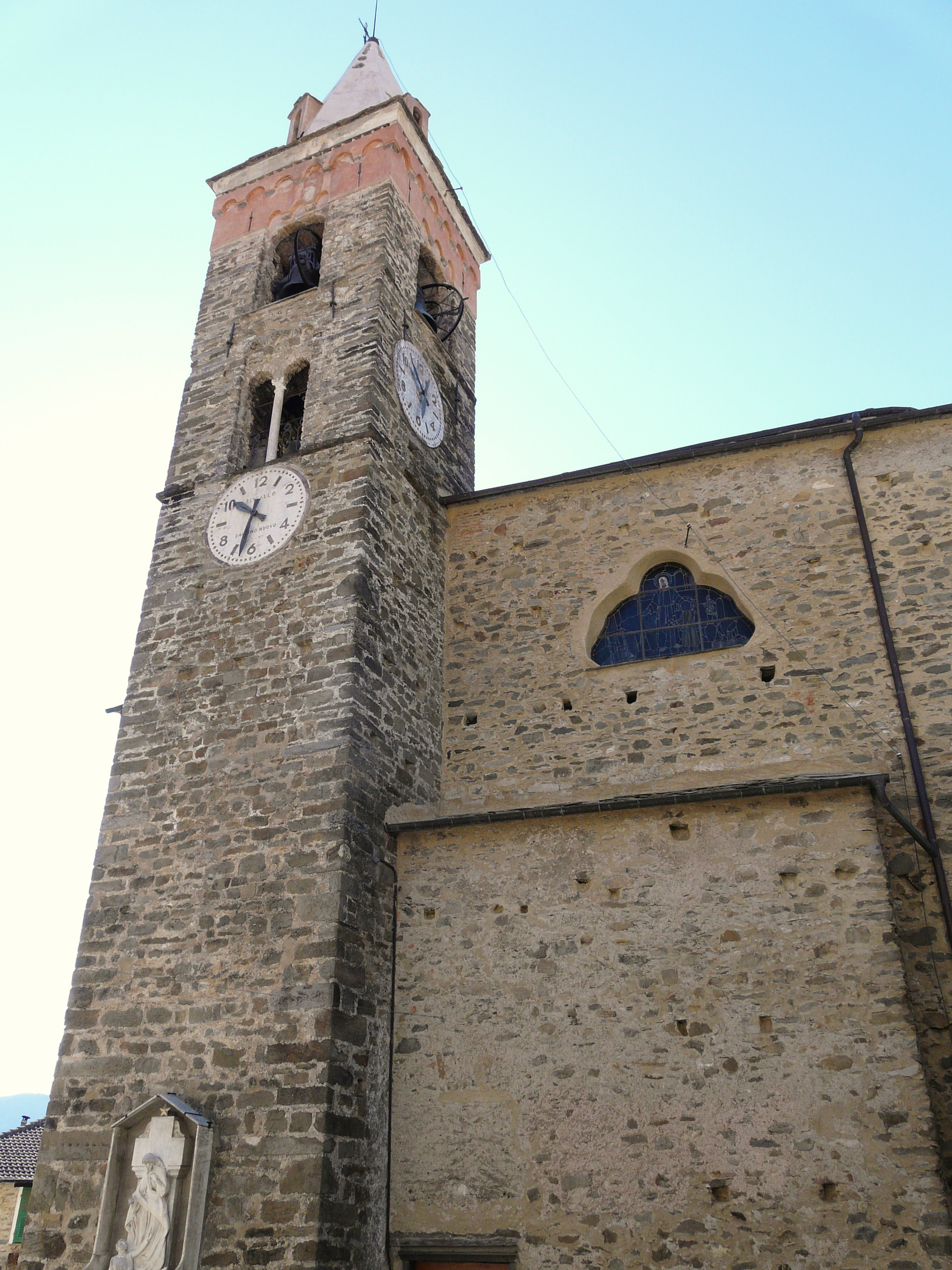
Il campanile

Edificata verso la metà del XV secolo, in stile romanico a tre navate, fu consacrata nel 1454.
Nel XVIII secolo fu demolita dagli abitanti del paese per poter avviare l'opera di ricostruzione e ampliamento del primario edificio. Nella demolizione del Settecento fu conservato l'antico campanile con aperture a bifore, apportandovi comunque alcune modifiche specie alla cuspide. L'opera di ricostruzione della parrocchiale, affidata sul progetto del maestro Domenico Belmonte di Gazzelli, iniziò nel 1766 e con una spesa stimata attorno alle 12.000 lire.
La nuova struttura a navata unica, in stile barocco, si presenta ad oggi con le volte affrescate da dipinti raffiguranti come personaggi cittadini locali dell'epoca e conserva una Madonna dello scultore Anton Maria Maragliano.